# Akta sprawy (przepisy kancelaryjne)
Akta sprawy (przepisy kancelaryjne)
1. Akta sprawy, według Polskiego Słownika Archiwalnego z 1974 r.[1], oznaczają:

- - Całokształt lub wybór akt dotyczących określonej sprawy, zebranych w kancelarii (registraturze) urzędu (instytucji) w osobny plik, zeszyt, wolumen czy szereg woluminów.
  - W liczbie mnogiej jako "akta spraw" – określenie systemu kancelaryjnego znanego na ziemiach polskich od początku XIX w.

1. Akta sprawy, w rozumieniu § 2 pkt 1 Rozporządzenia Prezesa Rady Ministrów z dnia 18 stycznia 2011 r. w sprawie instrukcji kancelaryjnej, jednolitych rzeczowych wykazów akt oraz instrukcji w sprawie organizacji i zakresu działania archiwów zakładowych[2], oznaczają: dokumentację, w szczególności tekstową, fotograficzną, rysunkową, dźwiękową, filmową, multimedialną, zawierającą informacje potrzebne przy rozpatrywaniu danej sprawy oraz odzwierciedlającą przebieg jej załatwienia i rozstrzygania. Akta sprawy tworzone są poprzez dokumentację dotyczącą jednej sprawy; gdzie dokumentacja może przybierać formę pisemną, obrazową, dźwiękową, elektronicznego przetwarzania danych. W systemie tradycyjnym dokumentacja w postaci nieelektronicznej, przechowywana jest w teczkach aktowych. Natomiast, dokumenty elektroniczne, tworzone w systemie EZD, przechowywane są na informatycznych nośnikach danych.

Podział akt
- Akta spraw niezakończonych – obejmują sprawy oczekujące na załatwienie
- Akta spraw zakończonych – obejmują sprawy ostatecznie załatwione i noszą nazwę akt archiwalnych

„Oznaczenie akt spraw nazywa się klasyfikacją, natomiast plan podziału służący ich uszeregowaniu to wykaz akt”.